# سرگئی شاکاریان
سرگئی شاکاریان (ارمنی: Սերգեյ Սլավիկի Շաքարյան) یک نظامی ارمنی و سرهنگ ارتش تدافعی جمهوری آرتساخ بود. او نشان نظامی قهرمان آرتساخ را دریافت کرده بود و یکی از فرماندهان درگیری ناگورنو قره‌باغ (۲۰۲۰) بود. وی در درگیری ناگورنو قره‌باغ (۲۰۲۰) کشته شد.

## افتخارات
در تاریخ ۴ اکتبر ۲۰۲۰ در جریان درگیری‌های قره‌باغ، وی از رئیس‌جمهوری آرتساخ آرائیک هاروتیونیان بالاترین عنوان جمهوری آرتساخ یعنی قهرمان آرتساخ را دریافت کرد.